# Нортфилд (город, Миннесота)
Нортфилд (англ. Northfield) — город  в округах Райс и Дакота, штат Миннесота, США. На площади 18,2 км² (18,1 км² — суша, 0,1 км² — вода), согласно переписи 2009 года, проживают 19 657 человек. Плотность населения составляет 947,1 чел./км².
- Телефонный код города — 507
- Почтовый индекс — 55057
- FIPS-код города — 27-46924[2]
- GNIS-идентификатор — 0648725[3]

В городе расположены Колледж Карлтон и Колледж Св. Олафа (основан эмигрантами из Норвегии в 1874 г.).